# De fraterno amore
Il De fraterno amore (Περὶ φιλαδελφίας) è un trattato morale di Plutarco, pervenuto nei suoi Moralia.

## Struttura
In questo saggio Plutarco ha organizzato il suo materiale un po' 'più metodicamente di quanto non sia la sua pratica abituale. Nei capitoli 1-7 mostra che l'amore fraterno è conforme alla natura; in quelli da 9 a 19 ci dice come dovremmo comportarci verso un fratello mentre i nostri genitori sono vivi, quando sono morti, quando il fratello è minore o maggiore; e anche i motivi dei litigi e il trattamento degli stessi. Conclude con alcuni piacevoli racconti di affetto per i figli dei fratelli.
Che Plutarco scrisse quest'opera dopo De Adulatore et Amico, De Amicorum Multitudine e la Vita di Catone Uticense è stato dimostratoː Plutarco sembra aver conservato una certa quantità di materiale più o meno irrilevante sull'amicizia dal suo lavoro su questi trattati, e anche aver attinto ad alcune parti del trattato sull'amicizia di Teofrasto.
Il saggio è il n. 98 del catalogo di Lampria.